# أرمين جوزيف ديوتش
أرمين جوزيف ديوتش (بالإنجليزية: Armin Joseph Deutsch)‏ (1918، شيكاغو في الولايات المتحدة - 11 نوفمبر 1969، باسادينا في الولايات المتحدة)؛ كاتب، عالم فلك وروائي أمريكي.